# Coupe d'Italie de football 1941-1942
Navigation
Coupe d'Italie 1940-1941 Coupe d'Italie 1942-1943
La Coupe d'Italie de football 1942-1942, est la 9e édition de la Coupe d'Italie.

## Déroulement de la compétition

### Participants

#### Serie A (D1)
Les 16 clubs de Serie A sont engagés en Coupe d'Italie.

#### Serie B (D2)
Les 18 clubs de Serie B sont engagés en Coupe d'Italie.

### Calendrier
| Phase              | Tour                  | Dates             |
| ------------------ | --------------------- | ----------------- |
| Phase préliminaire | Tour de qualification | 5 octobre 1941    |
| Phase finale       | 1/16e de finale       | 12 octobre 1941   |
| Phase finale       | 1/8e de finale        | 19 octobre 1941   |
| Phase finale       | 1/4 de finale         | 8 février 1942    |
| Phase finale       | 1/2 finales           | 12 avril 1942     |
| Phase finale       | Finale                | 21 - 28 juin 1942 |

## Résultats

### Tour de qualification
| Division     | Club       | Score | Club                        | Division     |
| ------------ | ---------- | ----- | --------------------------- | ------------ |
| Serie B (D2) | AC Novare  | 2 - 1 | AS Fanfulla                 | Serie B (D2) |
| Serie B (D2) | AC Udinese | 0 - 1 | Pro Patria et Libertate USB | Serie B (D2) |

### Seizièmes de finale
| Division     | Club                 | Score      | Club                        | Division     |
| ------------ | -------------------- | ---------- | --------------------------- | ------------ |
| Serie A (D1) | Bologne AGC          | 4 - 0      | Alexandrie US               | Serie B (D2) |
| Serie B (D2) | AC Brescia           | 2 - 1      | AC Savone                   | Serie B (D2) |
| Serie A (D1) | Juventus             | 5 - 0      | Pro Patria et Libertate USB | Serie B (D2) |
| Serie A (D1) | SS Lazio             | 4 - 2      | US Bari                     | Serie B (D2) |
| Serie A (D1) | FC Ligurie           | 0 - 2      | Atalanta BC                 | Serie A (D1) |
| Serie A (D1) | US Livourne          | 4 - 1      | US Triestina                | Serie A (D1) |
| Serie B (D2) | US Lucchese Libertas | 1 - 2      | AC Reggiana                 | Serie B (D2) |
| Serie A (D1) | AC Milan             | 4 - 1      | AC Fiorentina               | Serie A (D1) |
| Serie A (D1) | Modène Calcio        | 4 - 1      | AS Ambrosiana-Inter         | Serie A (D1) |
| Serie B (D2) | AC Novare            | 1 - 0 a.p. | AS Rome                     | Serie A (D1) |
| Serie B (D2) | AC Padoue            | 2 - 0      | AC Naples                   | Serie A (D1) |
| Serie B (D2) | SS Pescara           | 1 - 2      | AC Gênes 1893               | Serie A (D1) |
| Serie B (D2) | AC Sienne            | 1 - 2 a.p. | AC Pise                     | Serie B (D2) |
| Serie B (D2) | AC Spezia            | 4 - 0      | US Fiumana                  | Serie B (D2) |
| Serie A (D1) | AFC Venise           | 2 - 1      | AC Torino                   | Serie A (D1) |
| Serie B (D2) | AFC Vicence          | 1 - 2      | AC Prato                    | Serie B (D2) |

### Huitièmes de finale
| Division     | Club          | Score | Club          | Division     |
| ------------ | ------------- | ----- | ------------- | ------------ |
| Serie A (D1) | Juventus      | 2 - 1 | AC Gênes 1893 | Serie A (D1) |
| Serie A (D1) | US Livourne   | 2 - 4 | Bologne AGC   | Serie A (D1) |
| Serie A (D1) | AC Milan      | 4 - 2 | SS Lazio      | Serie A (D1) |
| Serie A (D1) | Modène Calcio | 3 - 1 | Atalanta BC   | Serie A (D1) |
| Serie B (D2) | AC Novare     | 2 - 1 | AC Spezia     | Serie B (D2) |
| Serie B (D2) | AC Padoue     | 3 - 2 | AC Brescia    | Serie B (D2) |
| Serie B (D2) | AC Pise       | 0 - 4 | AFC Venise    | Serie A (D1) |
| Serie B (D2) | AC Prato      | 0 - 4 | AC Reggiana   | Serie B (D2) |

### Quarts de finale
| Division     | Club          | Score | Club        | Division     |
| ------------ | ------------- | ----- | ----------- | ------------ |
| Serie A (D1) | Juventus      | 1 - 0 | AC Padoue   | Serie B (D2) |
| Serie A (D1) | AC Milan      | 6 - 0 | AC Reggiana | Serie B (D2) |
| Serie A (D1) | Modène Calcio | 2 - 0 | AC Novare   | Serie B (D2) |
| Serie A (D1) | AFC Venise    | 2 - 0 | Bologne AGC | Serie A (D1) |

### Demi-finale
| Division     | Club     | Score | Club          | Division     |
| ------------ | -------- | ----- | ------------- | ------------ |
| Serie A (D1) | Juventus | 4 - 1 | Modène Calcio | Serie A (D1) |
| Serie A (D1) | AC Milan | 2 - 1 | AFC Venise    | Serie A (D1) |

### Finale
| Division     | Club     | Aller | Total | Retour | Club     | Division     |
| ------------ | -------- | ----- | ----- | ------ | -------- | ------------ |
| Serie A (D1) | Juventus | 1 - 1 | 2 - 5 | 1 - 4  | AC Milan | Serie A (D1) |